# باتريسيو فلوريس ساندوفال
باتريسيو فلوريس ساندوفال (بالإسبانية: Patricio Flores Sandoval) هو سياسي مكسيكي، ولد في 1 سبتمبر 1951. حزبياً، نشط في الحزب الثوري المؤسساتي. وقد انتخب عضو مجلس النواب المكسيك.